# Радіопротектори
Радіопротектори (РП) — це речовини або лікарські засоби, переважно синтетичного походження, введення яких перед опроміненням у середовище з біологічними об'єктами або в цілісний організм, знижує вражаючу дію іонізуючого опромінення в процесі його поглинання шляхом підвищення радіорезистентності або зниження радіочутливості та реалізують протипроменеві ефекти на фізико-хімічному і біохімічному рівнях.
Введення РП після опромінювання неефективне.

## Історія
Перший досвід радіаційного захисту за допомогою хімічних речовин був виявлений H. Patt et al. у 1949 р. на прикладі сірковмісної сполуки цистеїну, а згодом Z. Bacq et al. у 1951 р. було відкрито радіопротектор цистеамін і його дисульфід — цистамін.

## Види
Єдиної класифікації РП станом на 2023 рік не було.
Усі протипроменеві засоби поділяють на два класи:
- фармакопрофілактичні ЛЗ:
  - радіопротектори (chemical protection)
  - радіомодулятори (biological protection)
  - радіомодифікатори
  - препарати ранньої патогенетичної терапії (радіомітігатори)
  - засоби терапії відтермінованих наслідків дії радіаційного чинника
- фармакотерапевтичні ЛЗ[4]

Радіопротектори поділяють на:
- короткочасної дії («класичні» за визначенням радіопротектори),
- радіозахисні засоби пролонгованої дії
- стимулятори радіорезистентності (радіомодифікатори)

Лікарські засоби і біологічно активні речовин, які проявляють радіопротекторні властивості:
1. ЛЗ з гіпоксичним механізмом дії (індуктори гіпоксії)
  1. Природні біогенні вазоактивні аміни (гістамін, ацетилхолін, адреналін, серотонін, триптамін та ін.)
  2. Синтетичні аналоги біогенних амінів
    1. Індоліл- та фенілалкіламіни (мексамін,  серотоніну адипінат та ін.)
    2. Імідазоли та адреноміметики (мезатон, нафтизин, клонідин, індралін та ін.)

  3. Інгібітори нітроксидсинтаз (молсидомін, аміногуанідин та ін.)
  4. ЛЗ, що порушують в організмі транспорт кисню (метгемоглобін-, карбоксигемоглобінутворювачі) або його утилізацію клітинами (ціаніди, ціаногенні глікозиди, нітрит натрію, амінофеноли, анілін та ін.)
2. ЛЗ з негіпоксичним механізмом дії
  1. Сірковмісні сполуки
    1. Сірковмісні амінокислоти (цистеїн та метіонін)
    2. Похідні сірковмісних амінокислот (цистаміну гідрохлорид, таурин, ацетилцистеїн та ін.)
    3. Сірковмісні сполуки інших груп (β-меркаптоетиламід, унітіол, β-еміноетил, ізотіуроніл гідробромід, цистофос, гамафос (аміфостин, γ-амінопропіламіноетилтіофосфат), похідні тіазолідону та ін.)

  2. Антиоксиданти
    1. Ендогенні ферменти (супероксиддисмутаза, каталаза, глутатіон-пероксидаза, трансферин, глутатіон-пероксидаза, церулопазмін, меланін  та ін.)
    2. Синтетичні антиоксиданти (дибунол, мексидол та ін.)
    3. Нітроксидвивільнюючі сполуки (темпол, ізосорбін мононітрат, JP4-039 та ін.)
    4. Поліфенольні сполуки рослинного походження (кверцетин та ін.) та фітоадаптогени (екстракт елеутерококу, женьшеню, лимоннику китайського та ін.)
    5. Мікроелементи (селен, цинк та ін.)

  3. Імуномодулятори
    1. Ендогенні імуномодулятори
      1. Цитокіни та ростові фактори (ІЛ-1, ІЛ-2, ІЛ-3, ІЛ-6, ІЛ-7, ІЛ-11, ІЛ-12, гранулоцитарний колонієстимулюючий фактор (Г-КСФ), фактор стромальних клітин (SCF), фактор росту кератиноцитів та ін.)
      2. Імунорегулятроні пептиди органічного походження (тималін, тимоптин, тактивін, спленін, лієнін, гемалін, мієлопід, гепарин та ін.)
      3. Білки гострої фази (церулоплазмін, α1-кислий глікопротеїд та ін.)

    2. Екзогенні природні імуномодулятори
      1. Корпускулярні мікробні препарати (черевнотифозна вакцина з секстанатоксином, протейна вакцина, тетравакцина та ін. вакцини)
      2. Агоністи Toll-подібних рецепторів (CBLB502 та ін.)
      3. Екстракти, фракції та продукти життєдіяльності мікроорганізмів (біостим, статолон, рибомунал, леван, зимозан та ін.)

    3. Синтетичні імуномодулятори
      1. Похідні імідазолу (левамізол, дібазол та ін.)
      2. Похідні пурину чи піримідину (ксантозин, кофеїн, метилурацил, пентоксил, теофілін та ін.)
      3. Інгібітори синтезу простагландинів (інтерлок, реаферон, інтрон, нестероїдні протизапальні засоби)

  4. Простагландини та їх синтетичні аналоги (ПГ Е2, ПГ І2, мізопростол та ін.)
  5. Стероїди та їх синтетичні аналоги з естрогеноподібною активністю (β-естрадіол, діетилстільбестрол (РТД-77), 5-андростендіол та ін.)
  6. Полісахариди
    1. Ліпополісахариди (продігіозан, сальмозан, маннан, пірогенал та ін.)
    2. Глюкани (солі хітозану (РС-10, РС-11), транслам та ін.)
    3. Глікани (хондроїтинсульфат, гепарин та ін.)

  7. Несірковмісні амінокислоти (глутамінова, аспаргінова та ін.) та похідні нуклеотидів і нуклеозидів (натрію нуклеїнат, фосфаден, рибоксин, інозин, гуанозин, аденозин та ін.)
  8. Антибіотики фтохінолони та тетрацикліни
  9. Спирти (батиловий, етиловий та ін.)
  10. Вітаміни (аскорбінова кислота, піридоксину гідрохлорид, токоферолу ацетат, нікотинамід та ін.)[1]

## Механізми протипроменевої дії радіопротекторів
За механізмом реалізації протипроменевого ефекту РП поділяють на індуктори гіпоксії, та лікарські засоби (ЛЗ) з негіпоксичним механізмом дії.
До числа РП з гіпоксичним механізмом дії віднесено вазоактивні аміни, модулятори синтезу оксиду азоту (NO) та ЛЗ, які порушують в організмі транспорт кисню або його утилізацію клітинами. Проте останній клас препаратів, зокрема речовини, які викликають перетворення гемоглобіну на метгемоглобін або карбоксигемоглобін (амінопропіофенон, нітрит натрію, анілін, чадний газ та ін.), мають вкрай низький терапевтичний індекс та є доволі токсичними, тому на сьогоднішній день втратили свою клінічну значущість. В основі «кисневого посилення» («кисневого ефекту») пошкоджуючої дії ІО на організми лежать електроноакцепторні властивості кисню, завдяки яким він приєднується до радикалів дезоксирибонуклеїнової кислоти (ДНК), які утворюються під впливом прямої та опосередкованої дії радіації. При іонізації атомів на одній з ділянок макромолекули утворюється неспарений електрон, який й захоплюється О2 на свою орбіту. Таким чином О2 приєднується до молекули ДНК у місці розриву хімічного зв'язку, що призводить до зниження ефективності її репарації. Крім того внаслідок радіаційно-хімічних реакцій утворюються активні форми кисню (АФК): супероксиданіонрадикал (О2¯•), гідропероксидний радикал (НО2•), атомарний і синглетний кисень (О2´), збільшуючи число первинних пошкоджень макромолекул. Доведено, що реалізація «кисневого ефекту» на клітинному рівні залежить від напруги вільного кисню (ΔрО2) в тканинах організму та стану клітинної антиоксидантної системи (АОС: супероксиддисмутаза (СОД), Fe2+ цитохрому С, каталаза, глутатіонпероксидаза (GSH-пероксидаза), церулоплазмін, трансферин та ін.), адже утворення активних форм кисню постійно відбувається в клітині за фізіологічних умов та є результатом неповного одноелектронного (утворення О2•¯), двохелектронного (утворення Н2О2) або трьохектронного (утворення НО•) відновлення О2 замість його повного чотирьохелектрогнного відновлення з утворенням Н2О, але вказані реакції нівелюються функціональноспроможною АОС.
Вміст кисню в клітинах в свою чергу визначається рівнем васкуляризації і станом мікроциркуляції в тканинах, швидкістю місцевого кровотоку, проникністю клітинних мембран для кисню та його розчинність в субклітинних структурах клітини, а також від інтенсивності споживання кисню клітинами.
Більш складним за характером рецепції є механізм радіозахисного ефекту амінів (індоліл-, фенілалкіламіни, катехоламіни, імідазоліни), які діють через систему спеціалізованих рецепторів — серотонінових, адреналових, гістамінових та ін., чим викликають вазоконстрикцію та відповідно циркуляторну гіпоксію. Крім стінок судин зазначені рецептори наявні на мембранах клітин і їх активація супроводжується передачею сигналу на підвищення радіорезистентності безпосередньо клітині.
Біогенні аміни характеризуються короткотривалою дією (20-30 хв.). Основними представниками підгрупи алкіламінів є нейромедіатор серотонін (серотоніну адипінат та гіпоксант мексамін (0,05-0,1 per os за 30-40 хв. перед опроміненням). Обидва є похідними триптаміну та виступають попередниками в синтезі мелатоніну.
З похідних імідазолів застосовуються адреноміметики індралін (препарат Б-190; 0,45 per os за 10-15 хв. перед опроміненням, тривалість дії — до 60 хв. та нафтизин (0,1 % — 1,0 мл внутрішньом'язово за 3-5 хв. перед опроміненням). Крім того в якості радіопротекторів з гіпоксичним механізмом дії можуть застосовуватись адреноміметики мезатон та клонідин.
Останнім класом РП-індукторів гіпоксії є інгібітори NO-синтаз (NOS). Індукована ІО гіперпродукція АФК формує розвиток оксидативного стресу, одним із різновидів якого є нітрозативний стрес. Його розвиток обумовлений дисбалансом системи NO. Як відомо NO утворюється із L-аргініну за участі ферменту NOS, причому, якщо в «клітинах-мішенях» існує дефіцит її субстрату — L-аргініну, відбувається паралельне утворення супероксид та гідроксил-радикалів. При взаємодії супероксид-радикалу та NO утворюється більш агресивна молекула — пероксинітрит (ONOO–), яка викликає пошкодження біомолекул. За своєю природою і властивостями NOS неоднорідна і можна виділити її 3 окремі підтипи. Зокрема, нейрональна (nNOS, NOS1), яка знаходиться переважно в структурах центральної і периферичної нервової системи, експресується постійно в нормі, а також бере участь у формуванні рефлекторних вазомоторних реакцій, які регулюють взаємозв'язок між функцією серця та тонусом артеріальних судин великого кола кровообігу. Ендотеліальна (eNOS, NOS3) була вперше ідентифікована в клітинах ендотелію кровоносних судин. Вона бере участь в утворенні ендотелій-релаксуючого фактору та безпосередньо впливає на тонус артеріол. Індуцибельна (iNOS, NOS2) експресується в клітинах ендотелію і макрофагах тільки при патологічних процесах, насамперед при запаленні та бере участь у синтезі прозапальних цитокінів — фактора некрозу пухлини, інтерлейкіну та ін.
Участь NO в регуляції судинного тонусу і периферичної гемодинаміки, дозволяє розглядати модифікацію ендогенного синтезу NO фармакологічними засобами як один з підходів для зміни радіочутливості біологічних тканин. Підвищення тонусу судин за умов пригнічення синтезу NO створює передумови для розвитку циркуляторної гіпоксії, що є фактором стійкості до променевого впливу. Потенційною NOS-інгібуючою активністю володіють сполуки, які унеможливлюють зворотній захват субстрату (L-аргініну) в клітину, інактиватори кофакторів NOS, інгібітори експресії NOS, інактиватори NO, який утворився та сполуки, які унеможливлюють зв'язування L-аргініну з ферментами.
На сьогоднішній день ведеться активний пошук РП-інгібіторів NOS, що слугувало виявленню виразних радіопротекторних властивостей у діфетуру (диетилфосфат S-етилізотіуронію),  S-алкіл-похідних ізотіосечовини, N-арил-S-алкіл-похідних, N-арілтіосечовини, біс-ізотіосечовини, N-ацил-S-алкіл-заміщені похідні ізотіосечовини (сполука Т1023)  та ін. Проте варто відзначити, що питання індикації ефективності інгібіторів NO-синтаз досі залишається відкритим.
В той же час привертає увагу й той факт, що донори NO (молсидомін (сіднофарм, нітропрусид натрію та ін.) прийнятні до застосування в постпроменевому періоді, оскільки здатні потенціювати радіозахисні ефекти протипроменевих ЛЗ інших груп, зокрема за рахунок покращення їх біодистриб'юції.
До РП з негіпоксичним механізмом дії належать сірковмісні сполуки, антиоксиданти, імуномодулятори, стероїди, полісахариди, несірковмісні амінокислоти, деякі антибіотики, спирти та вітаміни.
Сірковмісні (тіолові, сульфгідрильні, меркаптанові) РП є найпершою групою протирадіаційних препаратів (ФЗД = 1,1-2,7), адже їх радіозахисні властивості відомі майже 80 років. В основі їх радіозахисних властивостей лежать: (1) перехоплення вільних радикалів, (2) міграція енергії або заряду з макромолекул на SH-з'єднаннях шляхом переходу протона від SH-сполук до радикалу макромолекул з подальшою хімічною репарацією її до вихідного стану та (3) утворенням сумісних дисульфідів (R1SSR2).
Провідним механізмом дії всіх сірковмісних РП є елімінація АФК, які утворюються під дією ІО. Сірковмісні сполуки (R-SH) здатні реагувати з кисневими радикалами або радикалами біомолекул (Х•) в якості донорів атому водню: «2R-SH +O2 → R1SSR2 +2H2O» або «2R-SH +2Х• → R1SSR2 +2ХН». Припускається, що регенерація білків досягається за рахунок обміну тіолових дисульфідів (R1SSR2) з глутатіоном, що каталізується тіолтрансферазою з послідуючою участю глутатіонової окисно-відновної системи (глутатіонредуктаза та НАДН). Для подальшої реалізації радіозахисної дії глутатіону актуальною є гіпотеза донації водню радикалу ДНК в конкуренції з киснем. Пероксиди ДНК при взаємодії з донорами водню здатні перетворюватись на нестійкі гідроксипероксиди, які розпадаються на вільні радикали (НО• та R=O.).
Крім того важливим молекулярним механізмом активності тіолів є посилення зв'язку ядерного фактора каппа-Б (NFkB), протеїну-1γ (MIP-1γ) та онкосупресору р53 з молекулою ДНК, що викликає активацію деяких генів, зокрема, Mn-СОД та ін. Крім того, SH-сполуки здатні блокувати топоізомеразу II, а також при активації р53 через інгібітор циклінзалежних кіназ р21WAF-1 затримувати проходження клітин за клітинним циклом у фазі G1 та поліпшувати умови для репарації ДНК.
До числа найбільш важливих з точки зору практичного використання SH-РП відносяться сірковмісні амінокислоти (цистеїни та метіонін, похідні амінокислот (цистеамін та його дисульфід цистамін, таурин, ацетилцистеїн тощо) та інші SH-сполуки: гамафос (сполука WR-2721, в США — аміфостин, ізотіуронілу гідробромід та ін.
Найуживанішим сірковмісним РП є цистаміну гідрохлорид (0,2-0,8 per os за 10-30 хв. перед опроміненням, тривалість дії — до 5 год.) та комплексоутворюючий антидот з радіопротекторною дією унітіол (димеркаптрол; 5,0 % — з розрахунку 0,005 / 1 кг м. т.,  внутрішньом'язово/підшкірно за 10-30 хв. перед опроміненням), який застосовується переважно при отруєннях «тіоловими отрутами».
Найгетерогеннішою групою РП з негіпоксичним механізмом дії виступають антиоксиданти (ФЗД = 1,1-1,3). До РП-антиоксидантів належать: ендогенні ферменти (СОД, каталаза, глутатіон-пероксидаза, трансферин, глутатіон-пероксидаза, церулоплазмін, меланін та ін.), синтетичні антиоксиданти (дибунол (іонол), мексидол (етилметилгідроксипіридину сукцинат та ін.), нітроксидвивільнюючі сполуки (темпол, ізосорбіду мононітрат, JP4-039 та ін.), поліфенольні сполуки рослинного походження (кверцетин та ін.) та фітоадаптогени (Gingko biloba, Centella asiatica, Hippophae rhamnoides, Ocimum sanctum, Panax ginseng, Podophyllum hexandrum, Amaranthus paniculatus, Emblica officinalis, Phyllanthus amarus, Piper longum, Tinospora cordifolia, Mentha arvensis, Mentha piperita, Syzygium cumini, Zingiber officinale, Ageratum conyzoides, Aegle marmelos, Aphanamixis polystachya та ін.) та деякі мікроелементи (селен, цинк та ін.).

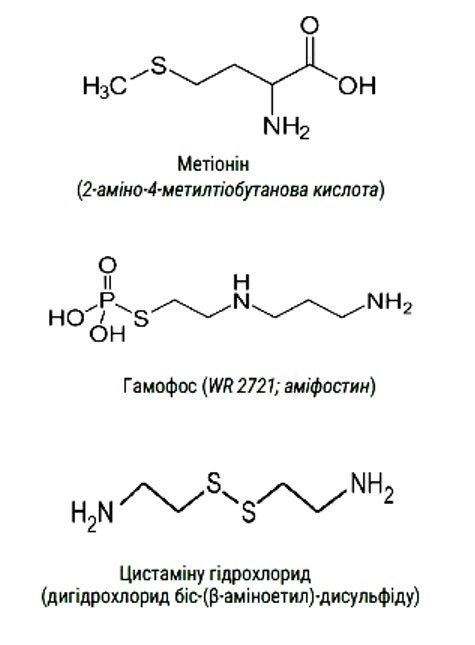
Метіонін. Гамофос. Цистамін

Радіозахисний ефект всіх антиоксидантів обумовлений їх здатністю пригнічувати процеси вільнорадикального окислення та підвищувати активність антиоксидантних систем організму. Найбільшу увагу в якості РП-антиоксиданту звернуто до препаратів СОД (рекомбінантна СОД, CuZn-СОД), які продемонстрували свою ефективність як при введенні перед, так і одразу після опромінення. Крім того привертають увагу дані літератури про здатність деяких поліфенольних сполук рослинного походження (Vitis vinefera, Withaferin somnifera, axus bataccca, Azardiracta indica, Tinospora cordifolia) окрім радіопротективної активності за антиоксидантним механізмом, ще й проявляти цитотоксичну дію на ракові клітини та виступати радіосенсибілізаторами за променевого лікування.
Окрему увагу привертають радіопротекторні ефекти низькомолекулятрих фенольних сполук мелатонінів, як антиоксидантів з полівекторними властивостями. Відомо, що ІО, освітлення, радіовипромінювання та електромагнітні поля пригнічують продукцію ендогенного мелатоніну. Мелатонін є нейромедіатором (у гіпокампі), гормоном (блокує синтез і секрецію гіпофізом гонадотропінів), імуномодулятором (активізує імунну систему, знижує секрецію мелатоніну, викликає інволюцію тимусу), антиканцерогеном (гальмує проліферацію клітин), антиоксидантом, має рецептори на всіх клітинах (мембранні та ядерні), що в цілому гальмує старіння і підвищує адаптацію організму. Як антиоксидант мелатонін є ендогенним, виділяється переважно вночі, амфіфільний (водо- та жиророзчинний), активніший за токоферол і глутатіону.
Важливу роль в радіопротекції негіпоксичного механізму на сьогоднішній день відводять імуномодуляторам (ФЗД = 1,1-1,4). На сьогоднішній день в якості РП-імуномодуляторів в радіаційний терапії вивчаються цитокіни та їх індуктори (інтерлейкін (ІЛ)-1, ІЛ-2, ІЛ-3, ІЛ-6, ІЛ-7, ІЛ-11, ІЛ-12, гранулоцитарний колонієстимулюючий фактор (Г-КСФ), фактор стромальних клітин (SCF), фактор росту кератиноцитів та ін.), а також похідним пурину чи піримідину (ксантозин, кофеїн, метилурацил, пентоксил, теофілін та ін.).
Значна роль цитокінів в радіопротекції зумовлена перш за все їх здатністю до спрямованого впливу на систему гемопоезу, що сприяє відновленню скоординованої та врегульованої роботи клітин гемопоетичної системи, яка у відповідності до закону Бергоньє-Трибондо (клітини мітотичної (M) фази і кінця G2 фази клітинного циклу, як правило, найбільш чутливі до радіації в порівнянні з клітинами в ранні S і G1/G0 фази) виступає «органом-мішенню» за дії ІО.
Радіозахисні властивості притаманні також простагландинам (ПГ; Pg) і їх синтетичним аналогам та нестероїдним протизапальним засобам (НПЗЗ), проте вони володіють абсолютно різними механізмами їх реалізації. Так відомо, що НПЗЗ (целекоксиб, ацетилсаліцилова кислота та ін.) викликаючи перехід клітин до стану спокою (G0/G1 фази клітинного циклу), чим підвищують радіорезистентність тканин. Варто відзначити й цінні протиракові власті НПЗЗ: антипроліферативна дія, здатність пригнічувати неоангіогенез та активація церамідного шляху апоптозу, обумовлена збільшенням концентрації арахідонової кислоти. Проте системне застосування НПЗЗ значно обмежене їх побічними ефектами, зокрема ульцерогенною дією.
ПГ (мізопростол, алпростадил та ін.) не впливають на клітинний цикл жодним чином, проте вони здатні регулювати клітинний ріст та процеси диференціації шляхом інгібування прозапальних цитокінів, демонструючи при цьому свої не медіаторні, а імуномодулюючі властивості. ПГ проявляють радіозахисні властивості при введенні перед опроміненням (ФЗД<1,3), але їх використання значно обмежене численними побічними ефектами.
До радіопротекторів з негіпоксичним механізмом дії також відносять стероїди та їх синтетичні аналоги з естрогеноподібною активністю (β-естрадіол, діетилстільбестрол (РТД-77), 5-андростендіол та ін.), полісахариди (продігіозан, сальмозан, маннан, пірогенал, солі хітозану (РС-10, РС-11), хондроїтинсульфат, гепарин та ін.), несірковмісні амінокислоти (глутамінова, аспаргінова та ін.), похідні нуклеотидів і нуклеозидів (натрію нуклеїнат, фосфаден, рибоксин, інозин, гуанозин, аденозин та ін.), антибіотики фтохінолони та тетрацикліни, спирти (батиловий, етиловий та ін.) та вітаміни (аскорбінова кислота, піридоксину гідрохлорид, токоферолу ацетат, нікотинамід та ін.).
Також варто зазначити, що на сьогоднішній день ведеться активний багатовекторний пошук потенційних РП (наноалмази, гідратований фулерен, 2-меркаптобензотазол та ін.